# Independent Spirit Awards 2020
Die 35. Verleihung der Independent Spirit Awards fand am 8. Februar 2020 am Strand von Santa Monica, Kalifornien, statt. Die Mitglieder der Non-Profit-Organisation Film Independent zeichneten dabei die aus ihrer Sicht besten Independent-Filme des Kinojahres 2019 aus.
| Film                                | N | A |
| ----------------------------------- | - | - |
| Der schwarze Diamant                | 5 | 3 |
| Der Leuchtturm                      | 5 | 2 |
| Give Me Liberty                     | 4 | 1 |
| Honey Boy                           | 4 | 0 |
| Marriage Story                      | 3 | 2 |
| Clemency                            | 3 | 0 |
| Hustlers                            | 3 | 0 |
| The Last Black Man in San Francisco | 3 | 0 |
| Luce                                | 3 | 0 |
| May, die dritte Frau                | 3 | 0 |
| The Farewell                        | 2 | 2 |
| Premature                           | 2 | 1 |
| See You Yesterday                   | 2 | 1 |
| Burning Cane                        | 2 | 0 |
| Colewell                            | 2 | 0 |
| Diane                               | 2 | 0 |
| Driveways                           | 2 | 0 |
| The Mustang                         | 2 | 0 |

Die Nominierungen wurden am 21. November 2019 von den Schauspielerinnen Zazie Beetz und Natasha Lyonne bekanntgegeben. Die Preisverleihung wurde von dem US-amerikanischen Fernsehsender IFC ausgestrahlt. Als Gastgeberin führte wie im Vorjahr die Komikerin Aubrey Plaza durch den Abend.

## Preisträger und Nominierte

### Bester Film
The Farewell – Produktion: Anita Gou, Daniele Melia, Andrew Miano, Peter Saraf, Marc Turtletaub, Lulu Wang, Chris Weitz, Jane Zheng
- Ein verborgenes Leben (A Hidden Life) – Produktion: Elisabeth Bentley, Dario Bergesio, Grant Hill, Josh Jeter
- Clemency – Produktion: Timur Bekbosunov, Julian Cautherley, Bronwyn Cornelius, Peter Wong
- Marriage Story – Produktion: Noah Baumbach, David Heyman
- Der schwarze Diamant (Uncut Gems) – Produktion: Eli Bush, Sebastian Bear-McClard, Scott Rudin

### Bester Debütfilm
Booksmart – Regie: Olivia Wilde, Produktion: Chelsea Barnard, David Distenfeld, Jessica Elbaum, Megan Ellison, Katie Silberman
- The Climb – Regie: Michael Angelo Covino, Produktion: Noah Lang, Kyle Marvin
- Diane – Regie: Kent Jones, Produktion: Luca Borghese, Ben Howe, Caroline Kaplan, Oren Moverman
- The Last Black Man in San Francisco – Regie/Produktion: Joe Talbot, Produktion: Dede Gardner, Jeremy Kleiner, Khaliah Neal, Christina Oh
- The Mustang – Regie: Laure de Clermont-Tonnerre, Produktion: Ilan Goldman
- See You Yesterday – Regie: Stefon Bristol, Produktion: Spike Lee

### Beste Regie
Benny Safdie, Josh Safdie – Der schwarze Diamant (Uncut Gems)
- Robert Eggers – Der Leuchtturm (The Lighthouse)
- Alma Har'el – Honey Boy
- Julius Onah – Luce
- Lorene Scafaria – Hustlers

### Bestes Drehbuch
Noah Baumbach – Marriage Story
- Jason Begue, Shawn Snyder – To Dust
- Ronald Bronstein, Benny Safdie, Josh Safdie – Der schwarze Diamant (Uncut Gems)
- Chinonye Chukwu – Clemency
- Tarell Alvin McCraney – High Flying Bird

### Bestes Drehbuchdebüt
Fredrica Bailey, Stefon Bristol – See You Yesterday
- Hannah Bos, Paul Thureen – Driveways
- Bridget Savage Cole, Danielle Krudy – Blow the Man Down
- Jocelyn Deboer, Dawn Luebbe – Greener Grass
- James Montague, Craig W. Sanger – Die Weite der Nacht

### Bester Hauptdarsteller
Adam Sandler – Der schwarze Diamant (Uncut Gems)
- Chris Galust – Give Me Liberty
- Kelvin Harrison Jr. – Luce
- Robert Pattinson – Der Leuchtturm (The Lighthouse)
- Matthias Schoenaerts – The Mustang

### Beste Hauptdarstellerin
Renée Zellweger – Judy
- Karen Allen – Colewell
- Hong Chau – Driveways
- Elisabeth Moss – Her Smell
- Mary Kay Place – Diane
- Alfre Woodard – Clemency

### Bester Nebendarsteller
Willem Dafoe – Der Leuchtturm (The Lighthouse)
- Noah Jupe – Honey Boy
- Shia LaBeouf – Honey Boy
- Jonathan Majors – The Last Black Man in San Francisco
- Wendell Pierce – Burning Cane

### Beste Nebendarstellerin
Zhao Shuzhen – The Farewell
- Jennifer Lopez – Hustlers
- Taylor Russell – Waves
- Lauren Spencer – Give Me Liberty
- Octavia Spencer – Luce

### Bester Dokumentarfilm
American Factory – Regie/Produktion: Steven Bognar, Julia Reichert, Produktion: Julie Parker Benello, Jeff Reichert
- Apollo 11 – Regie/Produktion: Todd Douglas Miller, Produktion: Evan Krauss, Thomas Baxley Peterson
- Für Sama (For Sama) – Regie: Edward Watts, Regie/Produktion: Waad al-Kateab
- Land des Honigs (Медена земја, Medena zemja) – Regie: Tamara Kotevska, Regie/Produktion: Ljubo Stefanov, Produktion: Atanas Georgiev
- Island of the Hungry Ghosts – Regie/Produktion: Gabrielle Brady, Produktion: Gizem Acarla, Samm Haillay, Alex Kelly, Alexander Wadouh

### Bester internationaler Film
Parasite (기생충, Gisaengchung) (Südkorea) – Regie: Bong Joon-ho
- Die Sehnsucht der Schwestern Gusmão (A Vida Invisível De Eurídice Gusmão) (Brasilien) – Regie: Karim Aïnouz
- Die Wütenden – Les Misérables (Les Misérables) (Frankreich) – Regie: Ladj Ly
- Porträt einer jungen Frau in Flammen (Portrait de la jeune fille en feu) (Frankreich) – Regie: Céline Sciamma
- Retablo (Peru) – Regie: Álvaro Delgado-Aparicio
- The Souvenir (UK) – Regie: Joanna Hogg

### Bester Schnitt
Ronald Bronstein, Benny Safdie – Der schwarze Diamant (Uncut Gems)
- Julie Béziau – May, die dritte Frau (Vợ ba)
- Tyler L. Cook – Sword of Trust
- Louise Ford – Der Leuchtturm (The Lighthouse)
- Kirill Mikhanovsky – Give Me Liberty

### Beste Kamera
Jarin Blaschke – Der Leuchtturm (The Lighthouse)
- Todd Banhazl – Hustlers
- Natasha Braier – Honey Boy
- Chananun Chotrungroj – May, die dritte Frau (Vợ ba)
- Pawel Pogorzelski – Midsommar

## Sonder- und Förderpreise

### John Cassavetes Award
Nach John Cassavetes benannter Preis für den besten Independentfilm mit Produktionskosten unter 500.000 US-Dollar.
Give Me Liberty – Drehbuch/Regie/Produktion: Kirill Mikhanovsky, Drehbuch/Produzent: Alice Austen, Produktion: Val Abel, Wally Hall, Michael Manasseri, George Rush, Sergey Shtern
- Burning Cane – Drehbuch/Regie/Produktion: Phillip Youmans, Produktion: Ojo Akinlana, Jakob Johnson, Karen Kaia Livers, Mose Mayer, Wendell Pierce, Isaac Web, Cassandra Youmans
- Colewell – Drehbuch/Regie: Tom Quinn, Produktion: Joshua Blum, Alexandra Byer, Craig Shilowich, Matthew Thurm
- Premature – Drehbuch/Regie/Produktion: Rashaad Ernesto Green, Drehbuch: Zora Howard, Produktion: Darren Dean, Joy Ganes
- Wild Nights with Emily – Drehbuch/Regie/Produktion: Madeleine Olnek, Produktion: Anna Margarita Albelo, Casper Andreas, Max Rifkind-Barron

### Robert Altman Award – Bestes Ensemble
Auszeichnung für Regie, Casting-Regie und Schauspielensemble eines Films.
Marriage Story – Regie: Noah Baumbach, Casting: Douglas Aibel, Francine Maisler, Ensemble: Alan Alda, Laura Dern, Adam Driver, Julie Hagerty, Scarlett Johansson, Ray Liotta, Azhy Robertson, Merritt Wever

### The Bonnie Award
Von American Airlines gesponserte, mit 50.000 US-Dollar dotierte Auszeichnung für Filmregisseurinnen, benannt nach Bonnie Tiburzi Caputo, der ersten weiblichen Pilotin bei einer großen US-amerikanischen Fluggesellschaft.
Kelly Reichardt
- Marielle Heller
- Lulu Wang

### Truer Than Fiction Award
Mit 25.000 US-Dollar dotierte Auszeichnung für junge Dokumentarfilmer.
Jaddoland – Nadia Shihab
- 17 Blocks – Davy Rothbart
- América – Erick Stoll, Chase Whiteside
- Black Mother – Khalik Allah

### Someone to Watch Award
Mit 25.000 US-Dollar dotierte Auszeichnung für Nachwuchsfilmemacher.
Premature – Rashaad Ernesto Green
- The Last Black Man in San Francisco – Joe Talbot
- May, die dritte Frau (Vợ ba) – Ash Mayfair

### Producers Award
Mit 25.000 US-Dollar dotierte Auszeichnung für Nachwuchsproduzenten.
Mollye Asher
- Krista Parris
- Ryan Zacarias